# Cảng biển Ninh Bình

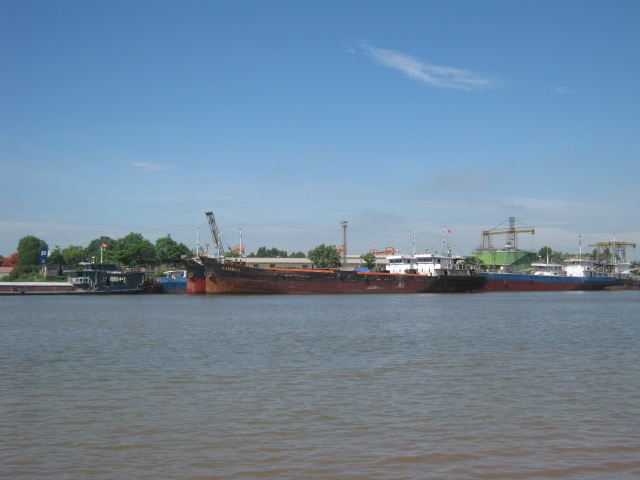
Cảng Ninh Phúc, Ninh Bình

Cảng biển Ninh Bình là cảng thuộc nhóm 1 trong Quy hoạch tổng thể phát triển hệ thống cảng biển Việt Nam thời kỳ 2021-2030, tầm nhìn đến năm 2050. Cảng biển Ninh Bình gồm các bến cảng hàng hóa tại khu vực Kim Sơn (trong sông Đáy) và bến cảng hành khách tại khu vực Cồn Nổi; các bến phao, khu chuyển tải và các khu neo chờ, tránh, trú bão.
Hệ thống cảng biển Ninh Bình gồm các cảng đã và đang xây dựng là: Cảng Đua Fat Kim Sơn, Cảng Ninh Phúc và các cảng được dự kiến xây dựng là: cảng Kim Tân, cảng Cồn Nổi và cảng Cồn Mờ.
- Cảng Đua Fat Kim Sơn được xây dựng từ tháng 3/2022 trên tổng diện tích 172.716,4 m2 tại cửa sông Đáy thuộc xã Kim Tân, Kim Sơn. Bao gồm các hạng mục 5 cầu cảng có công suất thiết kế bốc xếp 3 triệu tấn hàng hóa năm; dịch vụ vận tải 1 triệu tấn/ năm; đóng mới 12 chiếc/năm và công suất sửa chữa 36 lượt/năm. Cảng có khả năng tiếp nhận tàu có tải trọng tối đa 10.000 tấn. Tổng mức đầu tư dự án là 450 tỷ đồng.[3]
- Cảng Ninh Phúc là một trong những Cửa Khẩu quốc tế đường biển Việt Nam, cảng ở bờ hữu sông Đáy, phía đông nam thành phố Hoa Lư. Cụm cảng Ninh Phúc gồm các cảng liền nhau là: Cảng Ninh Bình, cảng than, cảng Vissai, cảng Bích Đào, cảng Ninh Phúc, cảng Ninh Phúc 1, cảng Ninh Phúc 2, cảng xăng, cảng Phúc Lộc, cảng Khánh Phú, cảng Long Sơn. Các cảng chính đảm bảo nhận tàu cỡ 3000 DWT cập bến, công suất đạt 2,5 - 3,5 triệu tấn/năm[4]; Tổng công suất cụm cảng Ninh Phúc mở rộng được xây dựng đạt công suất 8,5 triệu tấn/năm. Cảng nằm dọc bờ hữu sông Đáy thuộc các phường Thanh Bình, Bích Đào, Ninh Phúc (thành phố Hoa Lư) và Khánh Phú, Khánh Hòa (Yên Khánh, Ninh Bình).

Ninh Bình cũng đã phê duyệt quy hoạch chung xây dựng khu vực từ đê Bình Minh II đến Cồn Nổi trong đó có các khu dịch vụ logistics cảng sông Đáy, cảng Cồn Nổi. Đối với khu vực Cồn Mờ xây dựng đài quan sát, ngắm cảnh và dịch vụ hỗ trợ hoạt động tàu thuyền trên biển và chuyển đổi khu vực Cồn Mờ thành cảng biển Ninh Bình để phát triển hoạt động vận tải hàng hóa, hành khách trên biển và phát triển du lịch.
Hệ thống cảng biển Kim Sơn Ninh Bình cách trung tâm thành phố Hoa Lư khoảng 45 km, cách thị trấn Phát Diệm khoảng 15 km; cách Hà Nội 100 km, cách cảng hàng không Quốc tế Nội Bài 140 km. Nơi đây, hệ thống giao thông đường bộ, đường thủy kết nối với các địa phương thuận lợi như: quốc lộ 10 cũ, quốc lộ 10 mới quốc lộ 21B, quốc lộ 12B... và các tuyến đường thuỷ qua sông Đáy, sông Vạc, sông Càn, sông Ân Giang, sông Vực, sông Cà Mau, sông Hoành Trực...